# 小城畸人

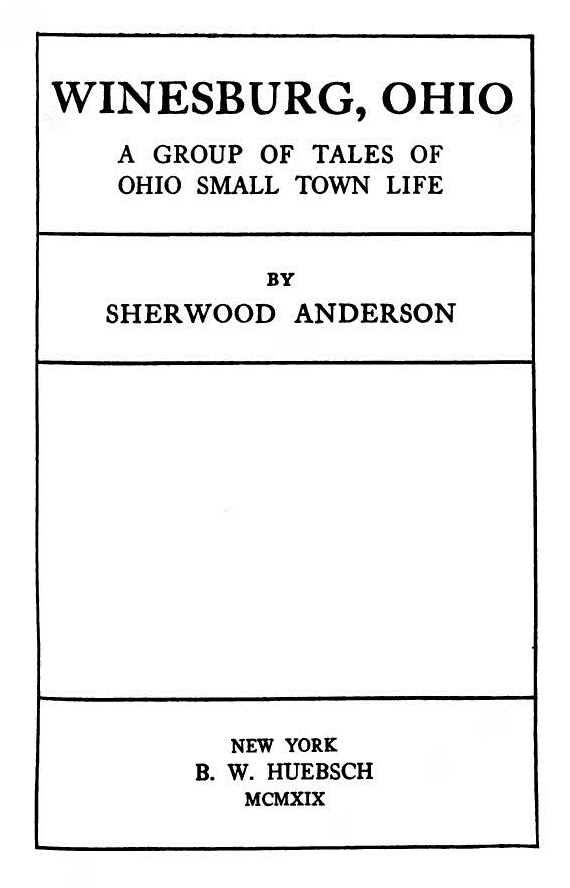
第一版的扉頁

《小镇畸人》（Winesburg, Ohio: A Group of Tales of Ohio Small-Town Life）是美国作家舍伍德·安德森的代表作，是美国早期现代主义小说中颇具争议的一部。
书中安德森刻画了一座小城镇中的人物，这群人被他称之为畸人，畸人的“畸”并不表现在外表上，而体现在他们的个性上。他们都具有“奇异美丽的个性”，有着常人没有的某一行为动作或是某一坚定信念，因而他们的行为或信念在常人看来是不可思议的、奇怪的，被看作是畸人。尽管畸人的个性不同，他们却有着共同的心理特质。小说的背景是美国内战后的几十年，这正是美国完成工业革命、迅速发展资本主义的阶段。一向主宰美国社会的乐观主义谢下帷幕，对传统道德的怀疑、美国梦造成的幻灭感浮出水面。书中体现的不是对生命、大自然进行赞美的乐观主义情绪，而是生命中的种种困境和无助之感。

## 中国大陆出版的译本
- 《小城畸人》，吴岩译，上海译文出版社，1983年
- 《小城畸人》，刘士聪译，人民文学出版社，2011年
- 《俄亥俄，温斯堡》，杨向荣译，南海出版公司，2012年
- 《小城畸人》，王占华译，安徽人民出版社，2013年
- 《小城畸人》，陈胤全译，天津人民出版社，2019年
- 《温斯堡小镇》，张芸译，花城出版社，2021年